# Thông lùn Siberi
Thông lùn Siberi (danh pháp hai phần: Pinus pumila) là loài thông bản địa ở đông bắc châu Á, bao gồm cả các đảo của Nhật Bản. Loài cây bụi này chỉ cao khoảng 1–3 m, đôi khi tới 5 m, nhưng có thể có các cành trải dài hơn cả chiều cao cây nằm dọc theo mặt đất. Loài này được (Pall.) Regel miêu tả khoa học đầu tiên năm 1859.

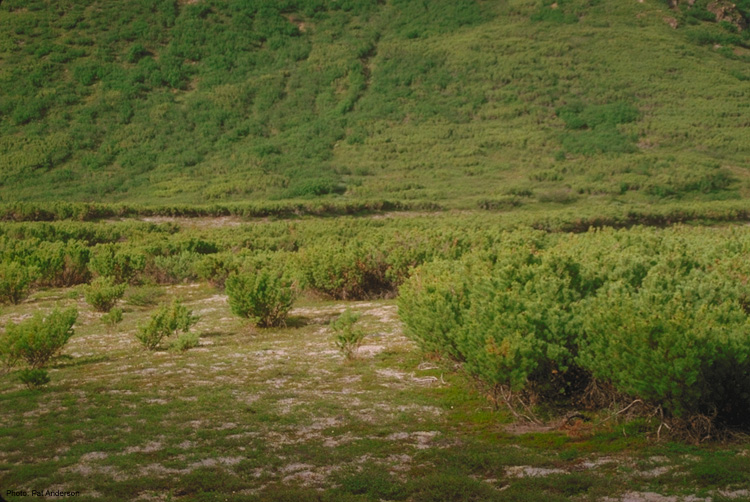
Pinus pumila trong môi trường sống tự nhiên, miền đông Siberi.

Các lá hình kim tạ thành chùm 5 lá dài 4–6 cm. Các nón dài khoảng 2,5-4,5 cm, với các hạt lớn. Hạt được phát tán nhờ chim bổ hạt đốm (Nucifraga caryocatactes).
Nó còn được gọi là thông đá Nhật Bản.
Trong khu vực miền núi ở miền bắc Nhật Bản, đôi khi nó lai ghép với loài thông trắng Nhật Bản (Pinus parviflora); loại cây lai ghép này (Pinus x hakkodensis) to lớn hơn thông lùn Siberi, có thể cao tới 8–10 m.